# Noise pop
Genres dérivés
Shoegazing
La noise pop est un sous-genre de rock alternatif ayant émergé au milieu des années 1980 aux États-Unis et au Royaume-Uni mêlant bruit et/ou effet Larsen dissonant, instrumentation mélodique et éléments de production trouvées dans la musique pop, ce qui en fait un noise rock plus mélodique.

## Histoire
La noise pop est considérée « à mi-chemin entre la bubblegum et l'avant-garde. » Il mêle interprétation conventionnelle pop et guitares distordues. The Velvet Underground contribue significativement au genre, grâce à leur expérience de l'effet Larsen et sur la distorsion de leurs premiers albums. The Membranes, un groupe underground des années 1980, utilise le terme de « pop noise » pour décrire un précurseur plus bruitiste de cette scène. Des premiers groupes américains de rock alternatif comme Sonic Youth, Yo La Tengo et Dinosaur Jr. mêlent la structure des chansons rock et la distorsion de la guitare. Le premier album de The Jesus and Mary Chain, Psychocandy (1985), est considéré comme l'archétype du genre noise pop. Kareem Estefan de Stylus cite l'album pour « avoir transformé l'usage de la distorsion dans le rock indépendant... »
À la fin des années 1980, la noise pop est une inspiration majeure du mouvement shoegazing britannique. Inspiré par The Jesus and Mary Chain, le groupe de rock gothique My Bloody Valentine se lance dans une expérimentation de la fusion entre musique pop des années 1960 et bruitisme sur leur EP, The New Record by My Bloody Valentine, ce qui inspirera ainsi le futur son shoegazing. La noise pop continue à inspirer la scène rock indépendant dans les années 1990.